# Bespoke (album)
Albums de Daedelus
Righteous Fists of Harmony
(2010)
Bespoke est un album du compositeur californien Daedelus sorti le 4 avril 2011 sur le label Ninja Tune. Un single 2 titres, comprenant Tailor-Made et un de ses remix, est sorti quelque temps avant la sortie de cet album.

## Liste des titres
1. Tailor-Made (feat. Milosh) – 4:40
2. Sew, Darn, Mend – 4:15
3. Penny Loafers (feat. Inara George) – 4:25
4. One and Lonely (feat. Young Dad) – 4:16
5. Suit Yourself – 3:35
6. What Can You Do? (feat. Busdriver) – 2:53
7. French Cuffs (feat. Baths) – 3:40
8. In Tatters (feat. Kelela Mizanekristos) – 3:17
9. Slowercase D – 6:15
10. Overwhelmed (feat. Bilal) – 3:38
11. Nightcap – 0:41